# Carretera 70 de Ontario
La carretera de King 70, comúnmente llamada Carretera 70, era una carretera mantenida en la provincia canadiense de Ontario, el cual proporcionó ruta más a escasa de Carretera 6 y Carretera 21 en Springmount a Carretera 6 en Hepworth. La ruta, el cual ahora forma parte de Carretera 6, era 15.1 kilómetros (9.4 mi) mucho tiempo y viajados en un al sureste@–oeste de dirección del noroeste de Owen Sonido. La ruta siguió una estela temprana blazed por diputado surveyor Charles Rankin en 1842 aquello era upgraded a una carretera moderna en el @1920s. Carretera 70 estuvo designado en 1965 y renumbered tan Carretera 6 en 1997. Otra Carretera 70 existió cercano Kenora entre 1937 y 1959 antes de ser renumbered cuando Carretera 71. Este señalamiento estuvo aplicado a lo largo del nuevamente abierto Heenan Carretera, poco después del Departamento de Carreteras (DHO) empezó numerar rutas en del norte Ontario. Aun así, una serie de enumeraciones en 1960 dirigiendo toda su longitud, para formar parte de la Carretera 71

## Descripción de ruta
La carretera 70 era una corta carretera que viajaba en dirección noreste al suroeste entre las comunidades de Springmount, cerca de Owen Sound y Hepworth. La carretera contaba con 15,1 kilómetros (9,4 millas), que actualmente forman parte de la autopista 6, atraviesa tierras agrícolas y bosques, además del Lago Shallow ubicado aproximadamente en la mitad de la carretera. La carretera continúa al sur de la intersección entre estas carreteras cuando Carretera 18 del Condado de Grey, el cual sirve como bypass de Owen Sonido. Al norte, la ruta se curva al oeste y se entra a Hepworth; la Carretera 70 finaliza en la intersección de Queen Street y Bruce Street. A partir de allí la ruta continúa por la carretera 6 hacia el norte por la Península de Bruce.

## Historia
Río lluvioso de Kenora
La Carretera 70 señalamiento era primero utilizado a lo largo del Heenan Carretera, conectando la región de Río Lluviosa a Kenora para proporcionar la primera carretera canadiense enlace a un área anteriormente accesible sólo de los Estados Unidos. En 1922, Kenora MPP Peter Heenan y Dr. McTaggart se acercó el gobierno a lobby para construcción de una carretera entre Nestor Caídas y Kenora. Nestor Caídas era el northernmost el punto accesible por carretera del área de Río Lluviosa. Heenan Devendría el ministro de Tierras y Bosques en Mitch Hepburn  gabinete.
Esto proporcionó el ímpetu para construcción para empezar en 1934.
Diferente anteriormente construyó carreteras en el área, el Fort Frances @– Kenora Carretera, cuando sea sabido con anterioridad a su de apertura, estuvo construido a través del terreno abrupto del Escudo canadiense. Rocas, bosques, lagos, muskeg, y los insectos sirvieron obstáculos tan importantes durante construcción del 100-kilómetro (62 mi) carretera, el cual progresó de ambos fines. Por tardío 1935, el vacío restante único en la carretera era el Sioux Angosta Puente. La construcción en este puente era underway por Marcha 1936;  sea rápidamente reunió utilizar Douglas abeto de británico Columbia como los miembros estructurales principales. El puente se finalizó el 15 de junio de 1936, completando el enlace entre Fort Frances y Kenora.
El 1 de julio de 1936, premier Mitch Hepburn atendió una ceremonia delante del Hotel de Lago Lluvioso en Fort Frances. En una tarde lluviosa, en 5:30 p. m., Peter Heenan entregó Hepburn un par de tijeras con qué para cortar el ribbon cruzando la carretera y declarar la carretera abierta. Hepburn, dirigiendo la multitud que estuvo reunido, preguntado "Qué dices si lo llamamos el Heenan Carretera, qué piensas de aquel?". La multitud aclamada y Hepburn cortó el ribbon.
El Heenan la carretera estuvo supuesta por el DHO poco después de su fusión con el Departamento de Desarrollo Del norte. Siguiendo la fusión, el DHO empieza asignar carreteras de tronco durante del norte Ontario cuando parte de la red de carretera provincial.
La porción lying dentro de Kenora el distrito estuvo designado tan Carretera 70 en septiembre 1, mientras la porción dentro de Distrito de Río Lluvioso estuvo designada en septiembre 29.
La ruta original de Carretera 70 ruptura en dos del sur de Finlandia; Carretera 70 giró del este a Fuera Esquina de Lago, entonces del sur a Emo, mientras Carretera 70Un girado del oeste a Negro Hawk entonces del sur a Barwick. El fin del norte de la carretera era también concurrente con Carretera 17 para 21.7 kilómetros (13.5 mi) a Kenora, y el fin del sur concurrente con Carretera 71 para 37.0 kilómetros (23.0 mi) entre Emo y Fort Frances.
Durante 1952, la carretera estuvo extendida al sur de su ruptura a Carretera 71, a mitad de camino entre Barwick y Emo. Por 1953, la carretera nueva estuvo abierta e informalmente designado como la ruta nueva de Carretera 70. Las rutas viejas eran decommissioned En febrero 8, y la ruta nueva designó encima Marcha 10, 1954.
Durante el mid a tardío @1950s, una carretera nueva estuvo construida al oeste de Bahía de Trueno hacia Fort Frances. Inicialmente esta carretera estuvo designada tan Carretera 120. En 1959, sea en cambio decidido para hacer este enlace nuevo una extensión hacia el oeste de Carretera 11; un importante renumbering tuvo lugar el 1 de abril de 1960: Carretera 11 estuvo establecido entre Río Lluvioso y Fort Frances, Carretera 71 estuvo truncado al oeste de la Carretera 70 cruce, y el entirety de Carretera 70 era renumbered tan Carretera 71.
Península de Bruce
El 22 de abril de 1965, el DHO recicló la Carretera 70 señalamiento, proporcionando ruta más a escasa para tráfico entre el Bruce Península y Owen Sonido.
La carretera nueva siguió un Grey de existir carretera de Condado a través de Lago Superficial - la Diagonal de Suroeste.
Sea surveyed en 1854 por Ontario diputado surveyor, Charles Rankin, para proporcionar ruta a escasa entre el undeveloped Sydenham (ahora Owen Sonido) y Hepworth townsites. Esta ruta pasada a través de una ciénaga grande y como resultar quedado un unimproved una estela de camino arriba hasta el @1920s.
Por el tiempo la carretera estuvo designada como carretera provincial,  sea un adoquinado dos ruta de camino.
El 1 de abril de 1997, Carretera 6 era decommissioned sur de Hepworth a Carretera 21. La longitud entera de Carretera 70 era posteriormente renumbered Carretera 6 para rectificar la discontinuidad.